# Private Investigations: The Best of Dire Straits & Mark Knopfler
Private Investigations: The Best of Dire Straits & Mark Knopfler es un álbum recopilatorio del grupo británico Dire Straits y del guitarrista Mark Knopfler, publicado por la compañía discográfica Mercury Records en noviembre de 2005. El álbum, cuyo título hace referencia a la canción «Private Investigations», incluyó material de Dire Straits, con canciones seleccionadas de sus seis álbumes de estudio desde 1978 hasta su separación en 1995, a excepción de Communiqué. También incluyó material de la carrera en solitario de su líder, Mark Knopfler, incluyendo temas de varias bandas sonoras.
La única canción hasta entonces inédita publicada en el recopilatorio es «All the Roadrunning», un dúo con la cantante Emmylou Harris, publicada un año después en el álbum homónimo. La edición estadounidense del álbum omitió «Darling Pretty» e incluyó en su lugar «Skateaway».

## Publicación
Private Investigations fue publicado en cuatro formatos:
- Un álbum sencillo, con fondo de portada gris.
- Un álbum de dos discos con libreto y fondo de portada dorado.
- Un álbum de dos discos con fondo de portada azul.
- Una edición en doble vinilo con los temas de la edición sencilla.

## Lista de canciones
Todas las canciones compuestas por Mark Knopfler excepto donde se anota.
| Edición CD |                                                                                 |          |  |
| N.º        | Título                                                                          | Duración |  |
| 1.         | «Sultans of Swing»                                                              | 5:48     |  |
| 2.         | «Love Over Gold»                                                                | 6:18     |  |
| 3.         | «Romeo and Juliet»                                                              | 6:00     |  |
| 4.         | «Tunnel of Love» (Introducción de «The Carousel Waltz» por Rodgers/Hammerstein) | 8:10     |  |
| 5.         | «Private Investigations»                                                        | 5:59     |  |
| 6.         | «Money for Nothing» (Mark Knopfler, Sting)                                      | 8:24     |  |
| 7.         | «Brothers in Arms»                                                              | 6:57     |  |
| 8.         | «Walk of Life»                                                                  | 4:08     |  |
| 9.         | «On Every Street»                                                               | 5:03     |  |
| 10.        | «Going Home (Theme from Local Hero)»                                            | 5:00     |  |
| 11.        | «Why Aye Man»                                                                   | 4:09     |  |
| 12.        | «Boom, Like That»                                                               | 5:49     |  |
| 13.        | «What It Is»                                                                    | 4:56     |  |
| 14.        | «All the Roadrunning» (con Emmylou Harris)                                      | 4:49     |  |

| Disco uno (edición 2 CD) |                                                                                 |          |  |
| N.º                      | Título                                                                          | Duración |  |
| 1.                       | «Telegraph Road»                                                                | 14:20    |  |
| 2.                       | «Sultans of Swing»                                                              | 5:48     |  |
| 3.                       | «Love Over Gold»                                                                | 6:18     |  |
| 4.                       | «Romeo and Juliet»                                                              | 6:00     |  |
| 5.                       | «Tunnel of Love» (Introducción de «The Carousel Waltz» por Rodgers/Hammerstein) | 8:10     |  |
| 6.                       | «Private Investigations»                                                        | 5:59     |  |
| 7.                       | «So Far Away»                                                                   | 5:07     |  |
| 8.                       | «Money for Nothing» (Mark Knopfler, Sting)                                      | 8:24     |  |
| 9.                       | «Brothers in Arms»                                                              | 6:57     |  |
| 10.                      | «Walk of Life»                                                                  | 4:08     |  |
| 11.                      | «Your Latest Trick»                                                             | 6:29     |  |

| Disco dos (edición 2CD) |                                              |          |  |
| N.º                     | Título                                       | Duración |  |
| 1.                      | «Calling Elvis»                              | 6:24     |  |
| 2.                      | «On Every Street»                            | 5:03     |  |
| 3.                      | «Going Home (Theme from Local Hero)»         | 5:00     |  |
| 4.                      | «Darling Pretty»                             | 4:30     |  |
| 5.                      | «The Long Road (Theme from Cal)»             | 7:21     |  |
| 6.                      | «Why Aye Man»                                | 4:09     |  |
| 7.                      | «Sailing to Philadelphia» (con James Taylor) | 5:29     |  |
| 8.                      | «What It Is»                                 | 4:56     |  |
| 9.                      | «The Trawlerman's Song»                      | 5:02     |  |
| 10.                     | «Boom, Like That»                            | 5:49     |  |
| 11.                     | «All the Roadrunning» (con Emmylou Harris)   | 4:49     |  |